# كينيث هانسن (سائق سيارة سباق)
كينيث هانسن (بالسويدية: Kenneth Hansen)‏ هو سائق سيارة سباق سويدي، ولد في 29 سبتمبر 1960 في Götene Municipality ‏ في السويد.